# Jean-Pierre Rosenczveig
Pour les articles homonymes, voir Rosenczveig.
Jean-Pierre Rosenczveig, né le 7 novembre 1947 à Paris, est un magistrat français. Il a été, de 1992 à 2014, le président du tribunal pour enfants de Bobigny.

## Biographie

### Famille
Jean-Pierre Rosenczveig naît le 7 novembre 1947, à Paris dans une famille juive ashkénaze.
Son père, d’origine hongroise, est footballeur et vendeur de roulement à billes. Sa mère, d’origine polonaise, est dactylographe à la SNCF,.
Sa belle sœur est l'épouse de Claude Goasguen, avec qui il a lancé un appel pour la rédaction d'un "code de l'enfance".

### Carrière

#### Justice
De 1974 à 1981, il devient juge des enfants à Versailles puis de 1981 à 1984, conseiller technique au cabinet du secrétariat d'État chargé de la Famille. De 1984 à 1992, il crée puis dirige l'Institut de l'enfance et de la famille, établissement public sous tutelle des Affaires sociales. En 1992, il est vice-président du tribunal de grande instance de Bobigny, et à ce titre président du tribunal pour enfants – président-délégué du conseil départemental d'accès au droit (CDAD) de la Seine-Saint-Denis. Il a pris sa retraite le 30 juin 2014.

#### Enseignement
Parallèlement, en 1990, il enseigne à Paris-V René Descartes, Institut de psychologie sociale jusqu'en 2000 avant d'enseigner à l'Université Paris X, cours et séminaire de droit pénal des mineurs au sein du master 2 « recherche droit pénal et procédure pénale ».

#### Autre
Depuis 1991, il est membre du comité de rédaction du Journal du droit des Jeunes et du Journal international des droits de l'enfant. En 2002, il est président du jury des « Plaidoiries sur les droits de l'Homme », Mémorial de Caen.
Président du bureau international des droits de l'enfant (IBCR), installé à Montréal, il a créé en 1998 et présidé jusqu'en 2012 l'association DEI (Défense des enfants International), il prend régulièrement position sur des questions juridiques et de société dans son blog sur le site du Monde) avec plus de 600 billets où il s'est signalé pour des opinions concernant le droit des enfants (pénalisation de la fessée, mutilations sexuelles et homoparentalité).
Il est membre de la Commission indépendante sur les abus sexuels dans l'Église (Ciase).

## Prises de position et polémique
Le 30 août 2020, à la suite du viol et du meurtre (commis le 20 août 2020) d'une adolescente de quinze ans à Nantes par un violeur multirécidiviste condamné en 2005 à dix-huit ans de prison, pour onze viols et deux tentatives de viol, libéré en février 2016, (soit après douze ans et demi de détention, celle-ci ayant débuté en 2003, c'est-à-dire aux deux tiers de la peine de prison prononcée en 2005), il déclare sur BFM TV : « c'est des choses qui arrivent, peuvent arriver, arriveront toujours ».

### Positions
Il s'oppose aux pratiques religieuses qui ont une conséquence sur l'intégrité physique des enfants, comme l'excision ou la circoncision.

## Responsabilités publiques
- 1985-1995 : membre du Haut Conseil de la population et de la famille
- 1991-1993 : expert français sur l'enfance auprès du Gouvernement roumain
- 1986-1987 : membre du Conseil supérieur de l'adoption[11]
- 1991-1992 : président de la commission « Déontologie des travailleurs sociaux »
- 1991-1992 : membre du Comité d'éthique de La Cinq
- 1992-1997 : membre du Conseil supérieur du travail social
- 1993 : membre du Groupe de travail interministériel sur la situation des enfants dans le monde (président : Claude Fonrojet)
- 1995-1996 : administrateur du Centre international de l'enfance – expert juridique du programme européen « Phare Social en Roumanie »
- 1997-2000 : membre du Haut Conseil à l'intégration
- 2001 : membre du groupe de travail sur les rapports parents-travailleurs sociaux présidé par Claude Roméo, président de l'ANDAS et directeur de l'enfance et de la famille de Seine Saint-Denis
- 2005-2006 : membre du comité de pilotage de la reforme de la protection de l'enfance mis en place par Philippe Bas, ministre de la Famille
- 2014 : président du groupe de travail sur les droits des enfants et auteur du rapport « De nouveaux droits pour les enfants ? Oui dans l'intérêt de la société et de la démocratie » (rapporteuir D. Youf et Flore Capelier)
- Ancien élu municipal à Ciboure (Pyrénées Atlantiques)

## Vie associative
- 1988-1992 : créateur et animateur du Conseil français des associations pour les droits des enfants (COFRADE), puis secrétaire général (1993-1995)
- 1994-1998 : membre du Conseil d'administration de la Fondation R. Mac Donald – président d'honneur d'« Enfants du monde, droits de l'Homme »
- Depuis 1992 : président de l'association « Objectif Familles » (Trappes) dirigée par Gisèle Pellegri
- 1993-juillet 2001 : président de l'Association nationale des communautés éducatives (ANCE), membre de la Fédération internationale des communautés éducatives (FICE)
- Depuis 1995 : président de l'Association pour la promotion de la citoyenneté des enfants et des jeunes (APCEJ)
- 1996 : vice-président du Bureau international des droits des enfants (BIDE), dont le siège est à Montréal[12][source insuffisante], créé par Bernard Kouchner et Andrée Ruffo
- Depuis 1997 : membre du Conseil d'administration du FIDDEM
- Depuis 1998 : initiateur (avec Claude Roméo) et président de l'association « Pour la cause des enfants » – président de l'association française « Jeunesse et Droit » diffuseur du Journal du Droits des Jeunes (RAJS) – créateur et président de « Défense des Enfants International - France »[13][source insuffisante]
- Depuis 2000 : membre du comité scientifique de la Fédération nationale des rééducateurs de l'Éducation nationale (FNAREN)
- Depuis décembre 2000 : président du Bureau international des droits de l'enfant (BIDE), actuellement dirigé par Nadja Pollaert
- Janvier 2002-juin 2005 : administrateur de l'Association du nord-est parisien pour l'aide aux mères et aux familles à domicile (Bondy).
- 2005 : membre du comité directeur de l'Association Louis Chatin pour la défense des droits des enfants présidée par Guy Canivet, premier président de la Cour de cassation – membre du conseil d'administration de l'association « Espoir »[14][source insuffisante] (Paris), puis président (18 octobre)
- 2014 : conseiller protection de l'enfance du président de l'ADF
- Membre du comité de pilotage de la réforme de la protection de l'enfance animé par Laurence Rossignol, secrétaire d'État à la Famille et aux Personnes âgées
- Président de l'association Espoir (63, rue Croulebarbe, 14e arrondissement de Paris)
- Expert de l'UNICEF

## Ouvrages
- Coauteur, Les Nouvelles Procréations, rapport au Premier ministre, Documentation française, 1985.
- Les Droits des enfants en France, IDEF, 1989 - Bayard, 2011.
- Enfants victimes, Enfants délinquants, éd. Balland, 1989, 458 p., Prix de la Fondation pour l'enfance
- La Convention des droits des enfants en 89 questions, IDEF, 1989.
- La Déontologie des travailleurs sociaux au carrefour des libertés des usagers, rapport au ministre des Affaires sociales et de l'Intégration, 1992.
- L'Enfant et la séparation de ses parents – Moi, mon ex, mes, nos enfants, Éditions Jeunesse et Droit, coll. « Deux cents questions sur... », 1997, 253 p.  (ISBN 2-930176-04-0 et 978-2930176048).
- En collaboration, l'Éducation civique en 4e, éd. Hachette, 1998.
- Avec Pierre Verdier, Les Responsabilités en travail social, éd. Dunod – Éditions Jeunesse et droit, coll. « Action sociale », 1998, 335 p.  (ISBN 210004219X et 978-2100042197).
- Conception, coordination et écriture du jeu, Place de la loi, production APCEJ avec l'aide d'Alizé-production, 1998.
- Avec Pierre Verdier, La Parole de l'enfant  : aspects juridiques, éthiques et politiques, éd. Dunod – Éditions Jeunesse et droit, coll. « Action sociale », 1999, 237 p.  (ISBN 2100045350 et 978-2100045358).
- Avec C. Mendibil, Justice pour les enfants, éd. Robert Laffont, coll. « Aider la vie », 1999, 414 p.  (ISBN 2221089413 et 9782221089415).
- Lettre ouverte aux chefs d'établissements sur la violence à enfants, ANCE, 1999 [texte en ligne diffusé sur le site web de JPR : http://www.rosenczveig.com/].
- Place de la loi junior, éd. Gallimard, coll. « Jeunesse » (jeu-livre), 2002 [présentation en ligne].
- Place de la loi, APCEJ – Alizé Production, réédition 2003 [présentation en ligne].
- Justice ta mère, un juge des enfants répond aux interrogations des jeunes sur la justice et les injustices, éd. Anne carrière, janvier 2003, 160 p.  (ISBN 2843372046 et 978-2843372049).
- La CIDE en 89 questions … 15 ans après, APCEJ – DEI-France (Défense Enfance International France), 2004 [présentation en ligne].
- Le Dispositif français de protection de l'enfance (préf. Jacqueline Rubellin-Devichi), Éditions Jeunesse et Droit, 3e édition refondue en 2005, 1483 p.  (ISBN 2930176105 et 978-2930176109).
- Avec Pierre Verdier, Le Secret professionnel en travail social, éd. Dunod – Éditions Jeunesse et droit, 1997 ; 3e édition revue et augmentée, 2006, 160 p.  (ISBN 210048396X et 978-2100483969).
- Directeur de collection et concepteur, Encyclopédie sur la protection de l'enfance, Éditions weka, avril 2006.
- Jean-Pierre Rosenczveig et Anne Bideault, Pourquoi je suis devenu juge pour enfants, Paris, Éditions Bayard, 2008, 111 p. (ISBN 978-2-227-47848-0).
- Les enfants et la justice, Dalloz, 2013
- La justice et l'enfant en danger  avec Pierre Verdier, ASH, 2015
- La justice et l'enfant victime d'infractions pénales, ASH, 2015
- Place de la loi Junior, boîte de jeu sur la loi, Gallimard Jeunesse, 2015
- Rendre justice aux enfants, Éditions du Seuil, 2018